# Cephalcia intermedia
Cephalcia intermedia är en stekelart som först beskrevs av Hellén 1948.  Cephalcia intermedia ingår i släktet granspinnarsteklar, och familjen spinnarsteklar. Enligt den finländska rödlistan är arten nära hotad i Finland. Arten har ej påträffats i Sverige. Artens livsmiljö är moskogar.